# Yélou
Yélou est une localité et une commune rurale du Niger, du département de Gaya, région de Dosso.

## Géographie
La localité de Yélou est située à 56 km au nord-est du chef-lieu départemental Gaya.
| Farey   | Dioundiou |                        |
| Sambéra | Yélou     | Arewa Dandi ( Nigeria) |
| Tanda   | Bana      |                        |

## Histoire
La commune rurale de Yélou instaurée en 2002, est issue du canton de Bana.

## Population
Lors du recensement général de 2012, la population communale est relevée à 68 404 habitants. La localité compte 3 407 habitants en 2012.

## Localités
La commune s'étend sur 54 villages, 131 hameaux et 22 camps au nord du département de Gaya.

## Services et infrastructures
- Centre de Santé Intégré (CSI) à Yélou, Adiga Lélé, Kawara N’Débé et Malgorou[5].
- Collège d'enseignement général (CEG) à Yélou, Kawara N’Débé et Malgorou.
- Centre de formation des métiers (CFM) à Yélou.